# Okurigana
Okurigana (送り仮名, literalmente "letras acompanhantes") são kanas que seguem o kanji na escrita de palavras japonesas.  É usado geralmente para flexionar um adjetivo ou verbo, com o okurigana indicando o tempo do verbo (passado ou presente/futuro), dando um significado afirmativo/negativo, agregando um nível de cortesia, etc. Atualmente o okurigana se escreve com hiragana; antigamente, o katakana era usado em seu lugar.

## Exemplos de inflexão
Adjetivos em japonês usam okuriganas para indicar o tempo e afirmação/negação, com todos os adjetivos usando o mesmo formato ou sufixo para todos os casos. Um exemplo simples usa o caracter "高" (alto) para expressar os quatro casos básicos do adjetivo japonês.  O significado raiz da palavra é expresso via o kanji ("高", lê-se taka e significa "alto" em todos estes casos), mas a informação crucial (negação e tempo) só pode ser entendida pela leitura do okurigana que segue a palavra em kanji.
高い (takai)significando "[É] caro" ou "[É] alto"
高かった (takakatta)significando "[Foi] caro/alto"
高くない (takakunai)significando "[Não é] caro/alto"
高くなかった (takakunakatta)significando "[Não foi] caro/alto"
Verbos japoneses seguem um formato padrão; o significado raiz é geralmente expresso usando um ou mais kanjis no começo da palavra, e seguido do okurigana expressando o tempo, negação, cortesia gramatical, etc., seguindo o okurigana.
食べる (ta + beru)significando "[Eu/tu/etc.] como"
食べない (ta + benai)significando "[Eu/tu/etc.] não como"
食べた (ta + beta)significando "[Eu/tu/etc.] comi/comeram"
食べなかった (ta + benakatta)significando "[Eu/tu/etc.] não comi/não comeram"
Compare o verbo na forma polida informal com a sua forma verbal polida formal, que segue um formato semelhante, mas que indica maior distância entre o falante e seu ouvinte:
食べます (tabemasu)significando "[Eu/tu/etc.] come"
食べません (tabemasen)significando "[Eu/tu/etc.] não come"
食べました (tabemashita)significando "[Eu/tu/etc.] comeu"
食べませんでした (tabemasen deshita)significando "[Eu/tu/etc.] não comeu"

## Regras deokurigana

### Verbos
O okurigana para verbos grupo I (五段動詞) começa usualmente com a sílaba final do dicionário de formas do verbo.
飲む no-mu beber, 頂く itada-ku aceitar, 養う yashina-u cultivar, 練る ne-ru torcer.
Para verbos do grupo II (一段動詞) o okurigana começa pela penúltima sílaba, a não ser que a palavra tenha apenas duas sílabas.
妨げる samata-geru prevenir, 食べる ta-beru comer, 占める shi-meru fechar, 寝る ne-ru dormir, 着る ki-ru vestir.
Se o verbo tem diferentes variações, tais como as formas transitivas e intransitivas, então a forma mais curta de leitura do kanji é usada para todas as palavras relacionadas.
閉める shi-meru fechar (transitivo), 閉まる shi-maru fechar-se (intransitivo), 落ちる o-chiru cair, 落とす o-tosu derrubar.
Distinções são feitas também para diferenciar entre leituras
脅かす obiya-kasu intimidar (mentalmente), 脅す odosu ameaçar (fisicamente).

### Adjetivos
Muitos adjetivos que terminam em -i (adjetivos verdadeiros) têm okurigana começando de -i.
安い yasu-i, 高い　taka-i, 赤い akai-i.
Okurigana começa de shi para adjetivos terminando em -shii.
楽しい tano-shii, 著しい ichijiru-shii, 貧しい mazu-shii.
Exceções ocorrem quando o adjetivo também tem uma forma verbal. Neste caso, como acima, a leitura do caracter é mantida constante.
暖める atata-meru (verbo), 暖かい atata-kai (adjetivo), 頼む tano-mu, 頼もしい tano-moshii.
Assim como os verbos, okurigana é usado para distinguir entre leituras.
細い hoso-i, 細かい koma-kai, 大いに　oo-ini, 大きい oo-kii.
Na-adjetivos que terminam em -ka têm okurigana de ka.
静か shizu-ka, 豊か yuta-ka, 愚か oro-ka

### Advérbios
A última sílaba do advérbio é escrito usualmente como okurigana.
既に sude-ni, 必ず kanara-zu, 少し suko-shi.

### Substantivos
Nomes normalmente não têm okurigana.
月 tsuki, 魚 sakana, 米 kome.
Entretanto, se o substantivo deriva de um verbo ou adjetivo, ele pode receber okurigana, embora possa ser omitido em alguns casos.
当たり a-tari, 怒り ika-ri, 釣り tsu-ri.
Para alguns nomes é obrigatório omitir o okurigana, apesar de terem uma origem verbal.
話 hanashi, 氷 koori, 畳 tatami.
A forma nominal do verbo correspondente leva okurigana.
話し hana-shi é a forma nominal do verbo 話す hana-su, e não o substantivo 話 hanashi.
Alguns substantivos têm okurigana por convenção.
兆し kiza-shi, 幸い saiwa-i, 勢い ikio-i

### Conjunções
Okurigana pode ser omitido se não há ambigüidade no significado ou leitura.
受け付け u-ke tsu-ke, 受付 uke tsuke, 行き先 i-ki saki, 行先 iki saki.

### Exceções
Há algumas exceções à regra a aprender:
Okurigana pode ser omitido se foi tornado padrão por convenção em vez de por lógica.
明るい aka-rui, 恥ずかしい ha-zukashii

## Desambiguação dekanji
Okurigana também é usado para desambiguar kanji que têm múltipla leitura, uma vez que estes, especialmente os mais comuns, podem ser usados por palavras com muitos significados, mas com diferentes pronúncias. Okurigana-chaves após o kanji ajudam o leitor a saber qual significado e qual leitura é a correta.
Exemplos de desambiguações incluem verbos comuns que usam os caracteres "上" (cima) e "下" (baixo):
上がる (agaru)"ascender/aprontar/completar", em que 上 é lido a; 上る (noboru) : "subir/escalar (uma escada)", em que 上 é lido nobo. Não confunda 上る que é homófona, com 登る (ambos se pronunciam noboru).  Um significado para 登る é "escalar (especialmente com as mãos e pés)";
下さる (kudasaru)"receber [para o falante como um inferior]", em que 下 é lido kuda;
下りる (oriru)"descer/descender", em que 下 é lido o;
下がる (sagaru)"baixar", em que 下 é lido sa.
Um outro exemplo inclui um verbo comum com diferentes significados baseados no okurigana:
話す (hanasu)"falar/conversar". Exemplo: ちゃんと話す方がいい。(chanto hanasu hou ga ii), significando "É melhor se você falar corretamente."
話し (hanashi)forma nominal do verbo hanasu, "falar".  Examplo: 話し言葉と書き言葉 (hanashi kotoba to kaki kotoba), significando "palavras faladas e palavras escritas".
話 (hanashi)nome, significando "uma história" ou "uma conversa". Examplo: 話はいかが？ (hanashi wa ikaga?), significando "Que tal uma história?"
Enquanto o Ministério da Educação japonês prescreve regras de como usar usar okurigana, na prática há muita variação, particularmente em textos antigos e online. Por exemplo, a soletração padrão para a palavra kuregata é 暮れ方, mas é visto algumas vezes como 暮方.